# Ricardo Piñeyrúa
Ricardo Pablo Piñeyrúa Campagna (Montevideo, 27 de julio de 1952), es un profesor de educación física, locutor y periodista uruguayo. 

## Biografía
Estudió en Liceo Nº 4 Juan Zorrilla de San Martín en Montevideo y fue profesor de fútbol en el Instituto Superior de Educación Física  y de periodismo deportivo de la Universidad ORT.
Contrajo matrimonio con Rosario de León tiene dos hijos Jorge y Verónica Piñeyrúa.
Conduce el programa “13 a 0” en radio Del Sol FM. Columnista sobre deportes en Canal 5.

## Premios y reconocimientos
Piñeyrúa ha sido jurado del Premio Bartolomé Hidalgo y fue galardonado con el Premio Legión del Libro otorgado por la Cámara Uruguaya del Libro.